# Vasilivka (Rozdilna)
Vasilivka  (ucraniano: Василівка) es un pueblo del Raión de Rozdilna en el Óblast de Odesa de Ucrania. Según el censo de 2001, tiene una población de 485 habitantes.